# 王用中 (民国)
王用中（？—？）籍贯不详，中华民国军事人物。

## 生平
1920年10月17日，王用中被任命为第十二混成旅旅长，属于直系。1922年4月27日，经陆军总长鲍贵卿呈，大总统令批准陆军第十二混成旅旅长王用中辞职。1923年11月5日，王用中获授将军府毓威将军。